# パーマー男爵
パーマー男爵(英: Baron Palmer)はイギリスの男爵、貴族。連合王国貴族爵位。実業家アーネスト・パーマーが1933年に叙位されたことに始まる。

## 歴史
アーネスト・パーマー(1858-1948)は、ビスケット製造メーカーハントリー&パーマーズを率いるかたわら、クラシック音楽の熱心な支援家として活動した。彼は1916年に(ウェストミンスター州グローヴナー・クレッセントの)準男爵(Baronet, of Grosvenor Crescent, in the County of Westminster)に叙されたのち、1933年にはバークシャー州レディングのパーマー男爵(Baron Palmer, of Reading in the County of Berkshire)に陛爵した。初代男爵ののちは、3代男爵まで彼の直系男子によって爵位は継承された。

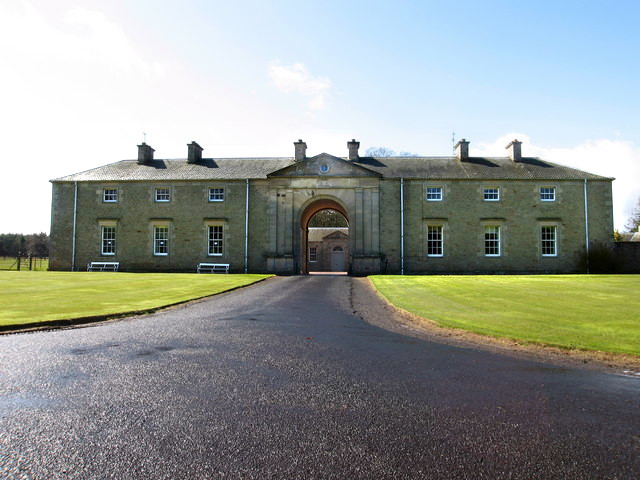
男爵家邸宅マンダーストン・ハウス

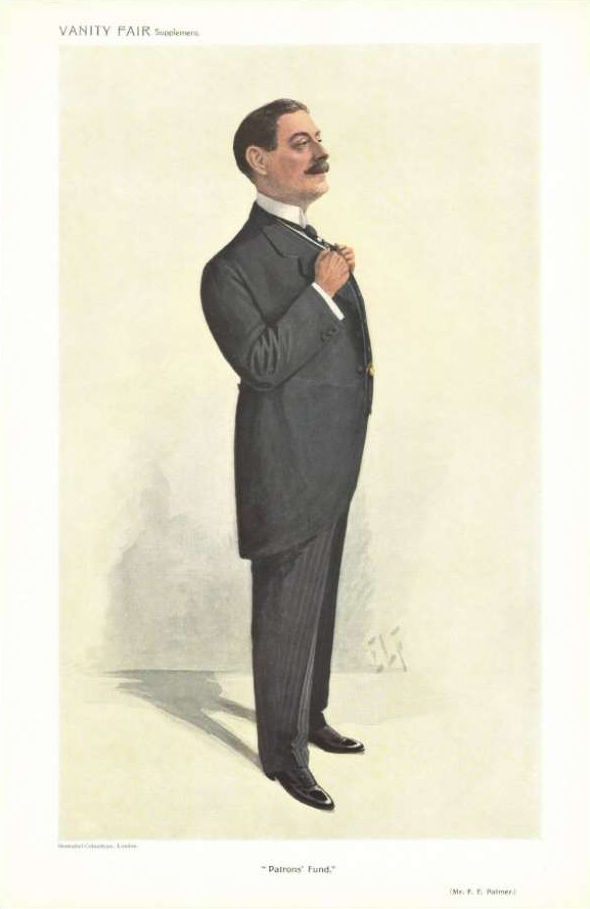
初代男爵のカリカチュア
(Elf 作,『バニティ・フェア』誌 1909年)

3代男爵レイモンド(1916-1990)には男子がなかったため、爵位は甥のエイドリアンが相続している。
4代男爵エイドリアン(1951-)は貴族院改革以降も貴族院に籍を置く92人の世襲貴族の一人であり、クロスベンチに属して活動している。彼が2020年現在のパーマー男爵家当主である。
一族の邸宅は、バークシャー州ダンズ近郊に位置するマンダーストン・ハウスであり、4代男爵も本邸宅に居を構えている。

## 現当主の保有爵位 / 準男爵位
現当主である第4代パーマー男爵エイドリアン・ベイリー・ノッテイジ・パーマーは、以下の爵位を有する。
- 第4代バークシャー州レディングのパーマー男爵(4th Baron Palmer, of Reading in the County of Berkshire)
(1933年6月24日の勅許状による連合王国貴族爵位)
- 第4代(ウェストミンスター州グローヴナー・クレッセントの)準男爵(4th Baronet, of Grosvenor Crescent, in the County of Westminster)
(1916年1月26日の勅許状による連合王国準男爵位)

## パーマー男爵(1933年)
- 初代パーマー男爵(サミュエル)アーネスト・パーマー（英語版） (1858–1948)
- 第2代パーマー男爵(アーネスト) セシル・ノッテイジ・パーマー (1882–1950)
- 第3代パーマー男爵レイモンド・セシル・パーマー (1916–1990)
- 第4代パーマー男爵エイドリアン・ベイリー・ノッテイジ・パーマー（英語版） (1951 - )

法定推定相続人は現当主の息子であるヒューゴ・ベイリー・ローハン・パーマー閣下(1980 - )。

### 註釈
1. ↑  4代男爵エイドリアンはゴードン・パーマー卿（英語版）を父に持ち、パーマー卿は2代男爵の次男にあたっている。